# Chlortalidon
Chlortalidon (INN) oder Chlorthalidon (USAN) (ursprünglicher Handelsname Hygroton; Hersteller: Novartis; Vertrieb in DE durch Mibe) ist ein harntreibender Arzneistoff. Es handelt sich hierbei um ein Thiazid-Analogon, das auf Grund des gleichen Wirkprinzips zur Gruppe der Thiaziddiuretika gezählt wird. Chemisch gehört Chlortalidon zu den Sulfonamiden und wird bei der Behandlung von Bluthochdruck und zur Ausschwemmung von Wasseransammlungen im Gewebe eingesetzt. Seine Halbwertszeit von 40 bis 60 Stunden ist die längste unter den Diuretika. Chlortalidon wird sowohl als Einzelsubstanz verwendet als auch als Bestandteil von Kombinationsarzneimitteln (z. B. zusammen mit Betablockern wie Atenolol oder Metoprolol oder auch mit dem Rauvolfia-Alkaloid Reserpin).

## Klinische Angaben

### Anwendungsgebiete (Indikationen)
Chlortalidon ist als Einzelsubstanz in Deutschland zugelassen zur Behandlung von
- Wasseransammlungen im Körpergewebe (Ödeme), die durch Funktionsstörungen von Herz, Leber oder Niere hervorgerufen werden
- Bluthochdruck
- Herzmuskelschwäche (Herzinsuffizienz)
- Wasserharnruhr (renaler Diabetes insipidus), wenn andere Medikamente nicht in Frage kommen

In Österreich und in der Schweiz bestehen keine Zulassungen für die Behandlung des renalen Diabetes insipidus.
Kombinationsarzneimittel, die neben Chlortalidon noch weitere Arzneistoffe enthalten, werden ausschließlich zur Behandlung von Bluthochdruck eingesetzt.

### Gegenanzeigen (Kontraindikationen)
Überempfindlichkeit gegen Chlortalidon und andere Sulfonamide oder verwandte Arzneistoffe (Sulfonylharnstoffe); Nierenversagen (Kreatinin-Clearance unter 30 ml/min); Glomerulonephritis (akute Nierenentzündung); fehlende Harnproduktion (Anurie); schweres Leberversagen; behandlungsresistenter Kaliummangel oder erhöhter Kaliumverlust; Natriummangel; erhöhter Calcium-Spiegel, erhöhter Harnsäurespiegel mit klinischen Begleiterscheinungen (z. B. Gicht oder Harnsäuresteine in der Vorgeschichte); Bluthochdruck während der Schwangerschaft.

### Wechselwirkungen mit anderen Medikamenten
- Die gleichzeitige Gabe von Chlortalidon mit anderen blutdrucksenkenden Mitteln (z. B. Guanethidin, Methyldopa, Betablockern, Vasodilatatoren, Calciumantagonisten, ACE-Hemmern), anderen Diuretika, trizyklischen Antidepressiva, Barbituraten, oder Phenothiazinen verstärkt die blutdrucksenkende Wirkung. Diese Wechselwirkung kann gewünscht sein, kann aber auch zu Kreislaufproblemen führen.
- Chlortalidon kann den Blut-Lithium-Spiegel anheben. Daher müssen Patienten unter Lithium-Behandlung besonders überwacht werden. Da Lithium eine Polyurie auslösen kann, kann Chlortalidon einen paradoxen Effekt haben, d. h. die Harnausscheidung absenken.
- Chlortalidon kann die Wirkung von bei Narkosen eingesetzten Curare-Derivaten sowie von zytotoxischen Substanzen (z. B. Cyclophosphamid, Methotrexat) verstärken.
- Die kaliumsenkende Wirkung von Chlortalidon kann durch Kortikosteroide, ACTH, β2-Agonisten, Amphotericin, Abführmitteln, Carbenoxolol oder andere kaliumausscheidende Mittel verstärkt werden.
- Die Dosis von Insulin und oralen Antidiabetika muss u. U. angepasst werden.
- Die gleichzeitige Gabe von entzündungshemmenden Mitteln (z. B. Indometacin, Acetylsalicylsäure) kann die blutdrucksenkende und harntreibende Wirkung von Chlortalidon abschwächen
- Bei hochdosierter Behandlung mit Salicylaten kann die toxische Wirkung des Salicylats auf das zentrale Nervensystem verstärkt werden.
- Die thiazidinduzierte Hypokaliämie oder Hypomagnesiämie kann das Auftreten von digitalisinduzierten kardialen Arrhythmien begünstigen.
- Chlortalidon kann Überempfindlichkeitsreaktionen auf Allopurinol erhöhen, das Risiko unerwünschter Wirkungen von Amantadin steigern, den blutzuckersteigernden Effekt von Diazoxid verstärken, sowie die Wirkung von harnsäuresenkenden Mitteln, von Noradrenalin und Adrenalin abschwächen.
- Anticholinergika (z. B. Atropin, Biperiden) können die Bioverfügbarkeit von Chlortalidon erhöhen während Colestipol und Colestyramin die Resorption von Chlortalidon reduzieren.
- Die gleichzeitige Gabe von Vitamin D oder Calciumsalzen kann zu einem Anstieg des Serumcalciums führen während die gleichzeitige Gabe von Ciclosporin das Risiko einer Hyperurikämie und gichtartiger Komplikationen erhöhen kann.

### Anwendung während Schwangerschaft und Stillzeit
Es besteht ein klares Risiko für die Entwicklung des menschlichen Fötus. Chlortalidon kann die Durchblutung der Plazenta verringern, gelangt in den fötalen Blutkreislauf und kann dort Elektrolytstörungen verursachen. Es wurde auch über Thrombozytopenie beim Neugeborenen berichtet. Chlortalidon sollte in der Schwangerschaft nicht verabreicht werden. Da Chlortalidon in die Muttermilch übertritt, sollten stillende Mütter auf seine Anwendung verzichten.

### Besondere Patientengruppen
Bei Kindern sollte die niedrigste wirksame Dosierung gewählt werden, z. B. 0,5–1 mg/kg/48 h als Anfangsdosis und 1,7 mg/kg/48 h als maximale Dosis.
Bei älteren und bei Patienten mit leichten Nierenfunktionsstörungen wird ebenfalls empfohlen die niedrigste wirksame Dosis zu verwenden. Trotz gleicher Aufnahme des Arzneistoffs ist bei älteren Patienten die Ausscheidung von Chlortalidon langsamer als bei gesunden jüngeren Erwachsenen. Werden Patienten in fortgeschrittenem Alter mit Chlortalidon behandelt, ist daher eine sorgfältige ärztliche Überwachung angezeigt. Chlortalidon verliert beim Nierenversagen (Kreatinin-Clearance unter 30 ml/min) seine harntreibende Wirkung.

## Sonstige Informationen

### Geschichtliches
Chlortalidon wurde in den 1950er Jahren durch die Fa. J.R. Geigy (heute: Novartis) entwickelt und 1959 als Hygroton in den Handel gebracht. Die Einführung von Chlortalidon war ein wichtiger medizinischer Fortschritt, da es das erste lang wirkende Diuretikum zur Behandlung von Bluthochdruck war.

### Studien
Die in Nordamerika durchgeführten ALLHAT-Studien haben den Einsatz von Chlortalidon bei der Behandlung von Bluthochdruck im Vergleich zu neueren Blutdrucksenkern untersucht. Trotz erheblicher Methodenkritik nach Veröffentlichung der Studien kann davon ausgegangen werden, dass Chlorthalidon besser vor den Folgeerkrankungen des Bluthochdrucks (z. B. Schlaganfall) schützt als der Alphablocker Doxazosin, der Calciumantagonist Amlodipin oder der ACE-Hemmer Lisinopril, jedoch nicht die Gesamt-Mortalität oder die Sterblichkeit an Herzinfarkten senkt.

### Handelsnamen und Darreichungsformen
| Wichtiger Hinweis: Handelsnamen und Darreichungsformen von Arzneistoffen unterliegen keiner Standardisierung. Sie können sich daher in einzelnen Ländern unterscheiden. |

Alle Chlortalidon enthaltenden Darreichungsformen sind verschreibungspflichtig.

#### Deutschland
- Chlortalidon als Einzelsubstanz: Hygroton Tabletten (25 und 50 mg Chlortalidon) und Chlortalidon Hexal Tabletten (12,5; 25; 50 mg)
- Chlortalidon in Kombination mit Atenolol: Teneretic mite Tabletten (Atenolol 50 mg, Chlortalidon 12,5 mg) oder Teneretic Tabletten (Atenolol 100 mg, Chlortalidon 25 mg) sowie zahlreiche Generika
- Chlortalidon in Kombination mit Metoprolol: Prelis comp Retardtabletten (Metoprololtartrat 200 mg, Chlortalidon 25 mg)
- Chlortalidon in einer Dreifach-Kombination: Tri-Normin 25 (Atenolol 25 mg, Chlortalidon 12,5 mg, Hydralazin 25 mg) und Tri-Normin 50 (Atenolol 50 mg, Chlortalidon 25 mg, Hydralazin 50 mg)

#### Österreich
- Chlortalidon als Einzelsubstanz: Hydrosan Tabletten (25 mg Chlortalidon)
- Chlortalidon in Kombination mit Atenolol: Teneretic mite Tabletten (Atenolol 50 mg, Chlortalidon12,5 mg) oder Teneretic Tabletten (Atenolol 100 mg, Chlortalidon 25 mg) sowie zahlreiche Generika
- Chlortalidon in Kombination mit Celiprolol: Selecturon (Celiprolol 200 mg, Chlortalidon 25 mg)

#### Schweiz
- Chlortalidon als Einzelsubstanz: Hygroton Tabletten (25 mg Chlortalidon)
- Chlortalidon in Kombination mit Atenolol: Tenoretic mite Tabletten (Atenolol 50 mg, Chlortalidon12,5 mg) oder Tenoretic Tabletten (Atenolol 100 mg, Chlortalidon 25 mg) sowie Generika
- Chlortalidon in Kombination mit Metoprolol: Logroton Retardtabletten (Metoprololtartrat 200 mg, Chlortalidon 25 mg)
- Chlortalidon in Kombination mit Oxprenolol: Slow-Trasitensin Tabletten (Oxprenolol 160 mg, Chlortalidon 25 mg)